# Kill My Boyfriend
«Kill My Boyfriend» —en español: «Matar a mi novio»— es una canción interpretada y escrita por la artista Inglés Natalia Kills. Fue escrito por Kill así como Julien Carret y Junior Caldera, quien también produjo la canción. Este es el cuarto sencillo del álbum debut de Kills, Perfectionist. La canción se puede encontrar actualmente en la edición americana de lujo del álbum y se promovió a través de iTunes, así como las versiones brasileñas e inglesas. 
El sonido y la canción han sido descritos como «más brillante y pegadizo» que el resto del álbum, aunque todavía tiene un estilo pop relativamente oscuro a la letra. El video de este sencillo fue lanzado el 10 de enero de 2012. La publicación de la canción se ha retrasado por razones desconocidas, ya que se suponía que debía salir en el 2011.

## Composición
En esta pista, Kills habla de una trágica historia de amor en la que se quiere revivir una nueva con una tercera persona, pero en un orden diferente, que es contar con el consentimiento de su actual novio, celoso, con quien ella quiere casarse.

## Créditos
- Natalia Kills: Compositora y voz
- Junior Caldera: Compositor y productor
- Julien Carret: Compositor